# Petexbatún
Petexbatún es una laguna que da lugar al río del mismo nombre, tributario del río La Pasión, en el sur del departamento del Petén cerca de Sayaxché, en Guatemala. Esta laguna es alimentada por los riachuelos Aguateca y El Faisán.
En invierno, al crecer el río La Pasión, la dirección del río Petexbatún cambia. Este se desplaza hacia el sur con la corriente del río La Pasión y la laguna sube de nivel.

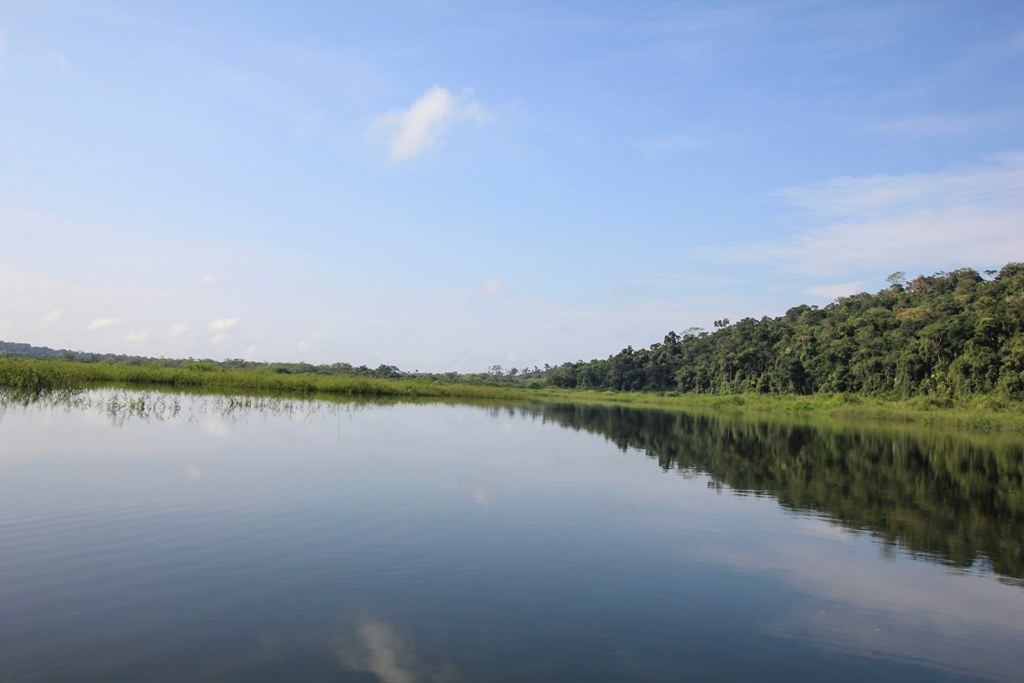
Laguna Petexbatún

Los arqueólogos le han dado el nombre de Estado de Petexbatún a un grupo de sitios arqueológicos mayas ubicados en esta región del Petén guatemalteco, que incluyen los yacimientos de Seibal, Itzán, Dos Pilas, Aguateca, Tamarindito, Punta de Chimino, Nacimiento y otros, donde estuvieron emplazadas otras tantas ciudades mayas del periodo clásico mesoamericano.
Este territorio fue abandonado en el periodo clásico tardío, cuando la civilización maya sufrió un colapso ocurrido de sur a norte y que embargó virtualmente a toda la región del Petén que había estado por siglos bajo su dominio. Algunos sitios volvieron a ser habitados más tarde, como en el caso del Seibal, aunque posiblemente por grupos étnicos foráneos (posiblemente los mayas Putunes que regresaron de las tierras más bajas del norte).
La información arqueológica derivada de las exploraciones e investigaciones conducidas en toda esta región, ha sido valiosa para explicar las razones del colapso maya del clásico.